# Cult of Chucky
Cult of Chucky är en amerikansk slasherfilm, samt en uppföljare till filmen Curse of Chucky från 2013, som premiärvisades för första gången på skräckfilmsfestivalen FrightFest i London den 24 augusti 2017, samt släpptes via Blu-ray, DVD och VOD (video on demand) i USA den 3 oktober samma år. Filmen, som är en den sjunde delen i Child's Play-franchisen, är regisserad av Don Mancini, som även har valt att agera som manusförfattare på hela filmen. I huvudrollerna syns Fiona Dourif, Michael Therriault, Adam Hurtig, Alex Vincent, Elisabeth Rosen, Grace Lynn Kung, Marina Stephenson Kerr, Zak Santiago, Ali Tataryn, Jennifer Tilly, Christine Elise, och Brad Dourif.
Cult of Chucky spelades in i Winnipeg i kanadensiska Manitoba, mellan januari och februari 2017. Filmen skulle senare komma att efterföljas av TV-serien Chucky, som hade premiär på de amerikanska TV-kanalerna Syfy och USA Network, den 12 oktober 2021.

## Handling
Filmens handling utspelar sig ganska så exakt fyra år efter händelserna i den förra filmen, och kretsar för sjunde gången i rad om den elaka mördardockan Chucky, som den här gången har valt att ge sig på och terrorisera den rullstolsburna kvinnan Nica Pierce, samtidigt som han planerar att göra upp med sina före detta fiender, tillsammans med sin tidigare hustru Tiffany.

## Rollista
| Fiona Dourif           | – Nica Pierce                  |
| Alex Vincent           | – Andy Barclay                 |
| Brad Dourif            | – Chucky                       |
| Michael Therriault     | – Dr. Foley                    |
| Adam Hurtig            | – "Multiple" Malcolm / Michael |
| Elisabeth Rosen        | – Madeleine                    |
| Grace Lynn Kung        | – Claire                       |
| Marina Stephenson Kerr | – Angela                       |
| Zak Santiago           | – Sköterska Carlos             |
| Ali Tataryn            | – Sköterska Ashley             |
| Jennifer Tilly         | – Tiffany                      |
| Summer Howell          | – Alice Pierce                 |
| Christine Elise        | – Kyle                         |